# باربرا جي. ووكر
باربرا جي. ووكر (بالإنجليزية: Barbara G. Walker)‏ (2 يوليو 1930، فيلادلفيا في الولايات المتحدة)؛ كاتِبة وروائية أمريكية.